# Rima (geología)

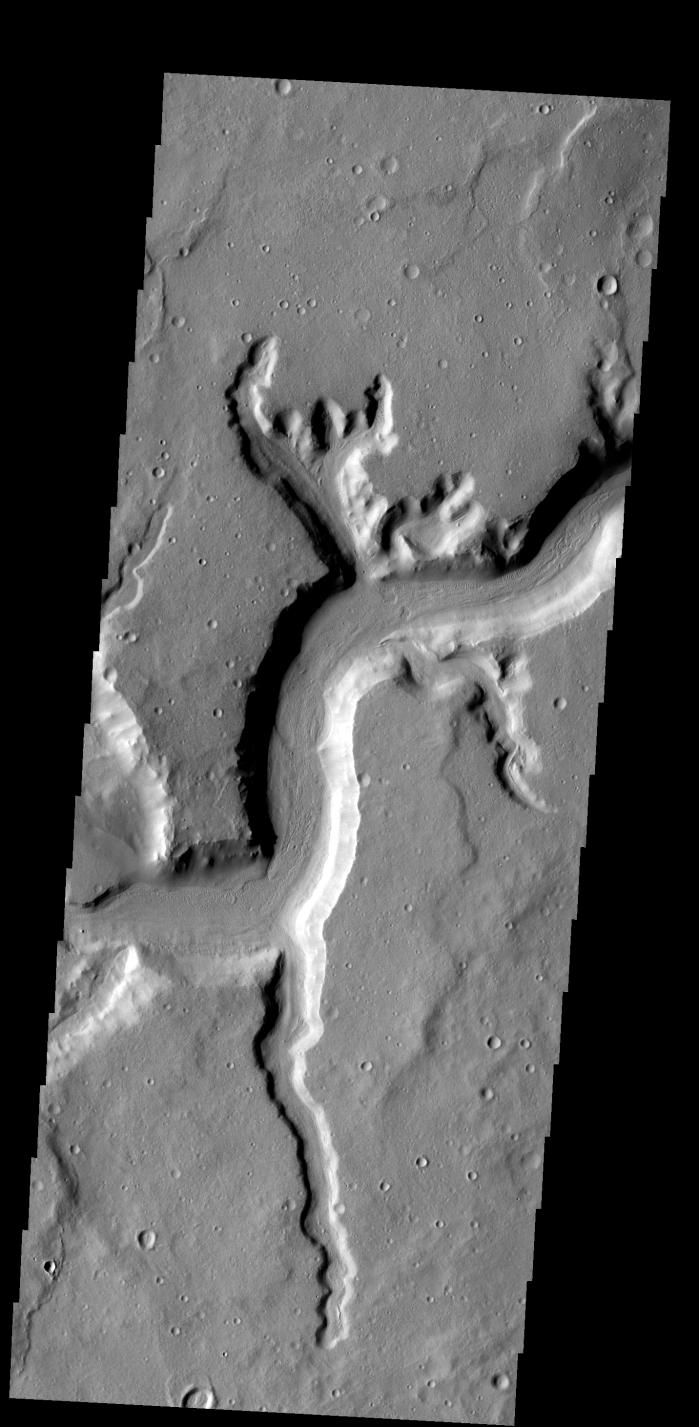
Rimas en Marte: Mamers Valles.

Rima (plural: rimae) es un término utilizado en geología para describir las depresiones largas y estrechas que se observan en la superficie de la Luna y que se asemejan a canales. Una rima típicamente puede tener varios kilómetros de ancho y varios cientos de kilómetros de longitud. Sin embargo, a menudo el término es también utilizado para describir formaciones similares en otros planetas del Sistema Solar, incluido Marte, Venus, y varios satélites. En todos estos casos las formaciones presentan grandes similitudes entre sí.

## Tipos de rimas
En la superficie lunar se encuentran tres tipos de rimas:
- Sinuosas, serpentean en una trayectoria curva como un río, se cree que son los restos de tubos de lava colapsados o flujos de lava extintos. El Vallis Schröteri en el Oceanus Procellarum es la mayor grieta sinuosa de la Luna.

- Arqueadas, grietas que tienen una curva suave y se encuentran en los bordes de los mares lunares. Se cree que se formaron cuando los  flujos de lava que crearon los mares se enfriaron y contrajeron. Los ejemplos se pueden ver cerca de la frontera sur-occidental del Mare Tranquillitatis y en la frontera sur-oriental del Mare Humorum.

- Rectas, siguen largas trayectorias lineales, se cree que son fosas tectónicas, secciones de la corteza lunar que se han hundido entre dos fallas paralelas. Un ejemplo es la Rima Ariadaeus.

Las rimas que muestran más de un tipo se denominan rimas híbridas. 

## Galería

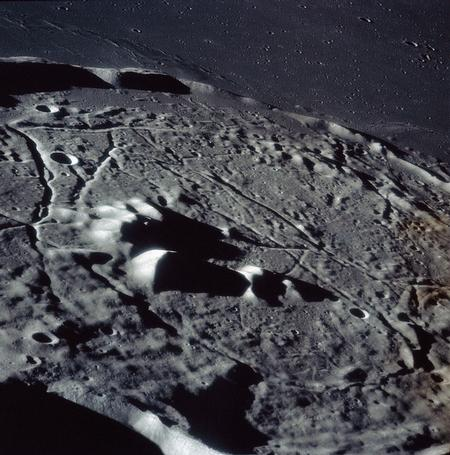
Rimas en el suelo del cráter lunar Gassendi, foto: Apollo 16.
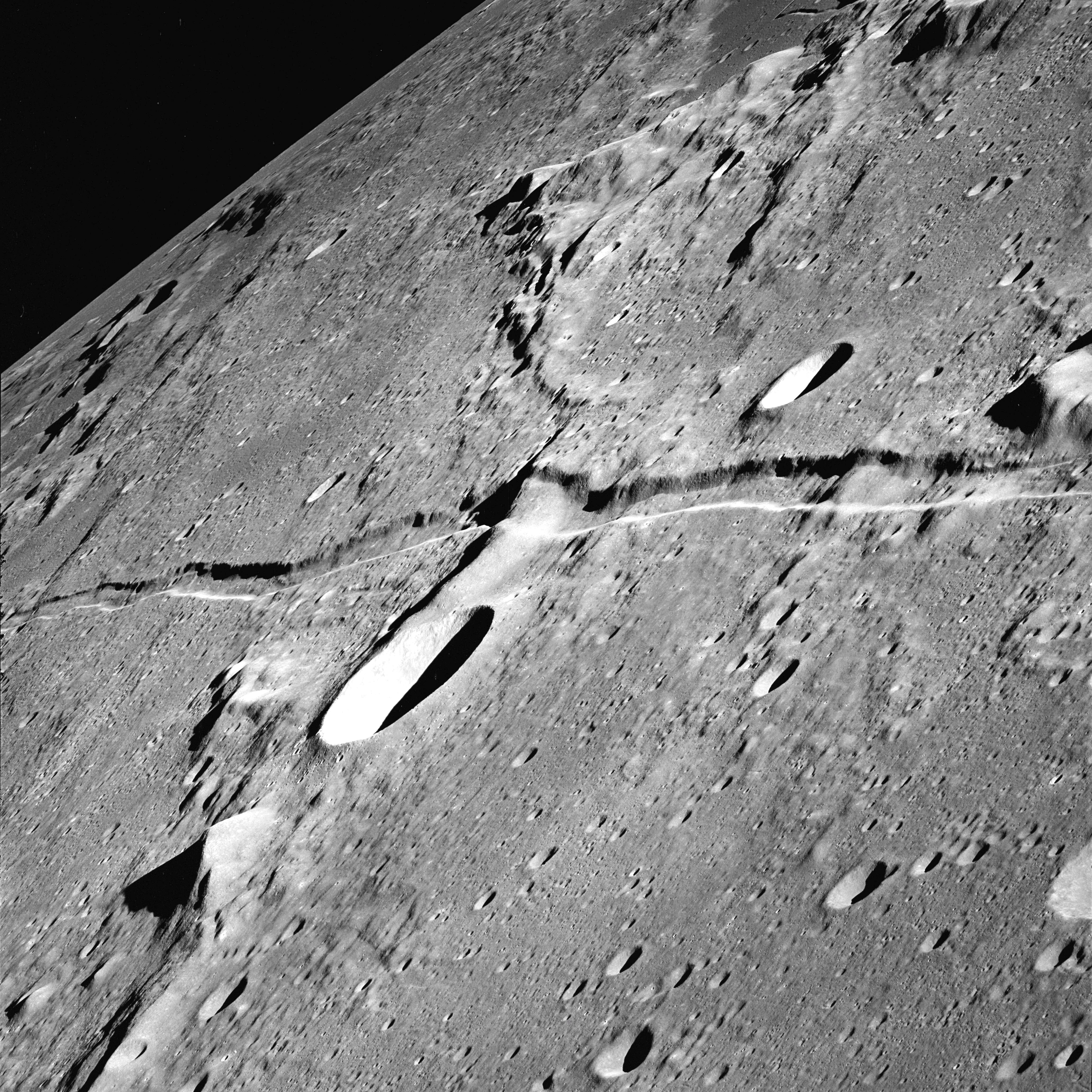
La rima Ariadaeus es una rima recta con bifurcaciones, que mide más de 300 km de largo.
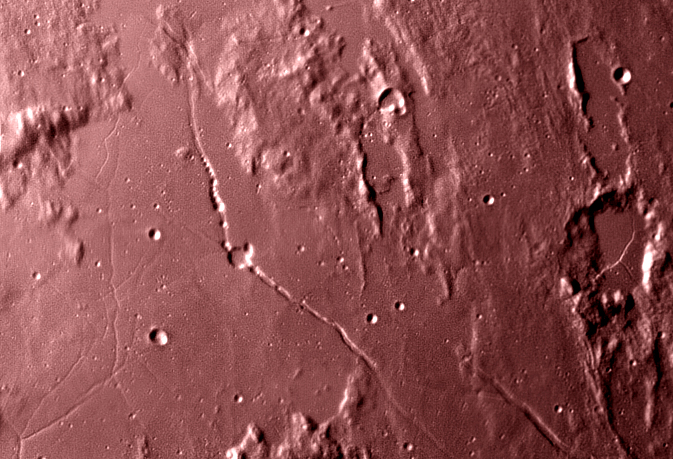
En el centro de la imagen la rima Hyginus.